# Jutta Böhnert
Jutta Maria Böhnert (* im 20. Jahrhundert in Baden-Baden) ist eine deutsche Sängerin (Sopran).

## Leben
Böhnert studierte an der Hochschule für Musik und Darstellende Kunst Stuttgart Gesang bei Sylvia Geszty. 1996 war sie Preisträgerin des Internationalen Sylvia Geszty-Wettbewerbs in Luxemburg. Ihre Bühnenlaufbahn begann sie an der Jungen Oper der Staatsoper Stuttgart. Als Gast hatte sie Auftritte in Kiel, Regensburg, an der Deutschen Oper am Rhein in Düsseldorf, an der Niedersächsischen Staatsoper in Hannover, am Staatstheater am Gärtnerplatz in München und an der Staatsoper Unter den Linden in Berlin. Von 1998 bis 2002 war sie festes Soloensemblemitglied am Staatstheater Nürnberg und in der Saison 2002–03 am Staatstheater Kassel. Von 2013 bis 2016 war sie Ensemblemitglied beim Luzerner Theater.
Erfolgreich war sie u. a. in der Rolle der Blanche in Dialogues des Carmélites von Francis Poulenc, der Gilda in Giuseppe Verdis Rigoletto und der Norma in Vincenzo Bellinis Oper. Am Hessischen Staatstheater Wiesbaden und an der Staatsoper Stuttgart trat sie an der Seite von Kiri Te Kanawa in Stefan Herheims Inszenierung des Rosenkavaliers von Richard Strauss auf. Bei den Bayreuther Festspielen 2004 sang sie in der Neuinszenierung von Wagners Parsifal ein Blumenmädchen.
Bei den Händel-Festspielen Halle und den Internationalen Händel-Festspiele Göttingen trat Böhnert in Produktionen von Händel-Opern unter der Leitung von Dirigenten wie Konrad Junghänel, Frederico Maria Sardelli und Peter Kopp auf. Im Leipziger Gewandhaus sang sie mit dem Gewandhausorchester den Sopranpart von Händels Messiah, in der Dresdener Frauenkirche Passionskantaten von Johann Sebastian Bach mit dem Windsbacher Knabenchor und dem Münchener Kammerorchester. Konzerte und Tourneen mit vorwiegend barockem Repertoire führten sie nach Australien, China und Japan sowie nach Spanien und Portugal, an die Londoner Wigmore Hall und zum Lucerne Festival. In Bachs Passionen und Weihnachtsoratorium trat sie als Solistin u. a. mit dem RIAS Kammerchor, dem Dresdner Kreuzchor und dem Thomanerchor auf. Mit dem Windsbacher Knabenchor nahm sie das Weihnachtsoratorium auf, mit dem Thomanerchor Mozarts Requiem.